# Station Kuinabashi
Station Kuinabashi (くいな橋駅, Kuinabashi-eki) is een metrostation in de wijk Fushimi-ku in de Japanse stad  Kyoto. Het wordt aangedaan door de Karasuma-lijn. Het station heeft twee sporen, gelegen aan een enkel eilandperron.

## Treindienst

### Metro van Kioto
Het station heeft het nummer K14.
| 1 | ■ Karasuma-lijn | richting Takeda                                |
| 2 | ■ Karasuma-lijn | richting Kioto, Karasuma Oike en Kokusaikaikan |

## Geschiedenis
Het station werd in 1988 geopend.

## Overig openbaar vervoer
Bus 81.

## Stationsomgeving
- Kamo-rivier
- Dependance van het Ministerie van land, infrastructuur, transport en toerisme
- Ryūkoku Universiteit, Fukakusa-campus
- Super Matsumoto (supermarkt)
- Gyōmu Super (supermarkt)
- Kirindō (drogisterij)
- Sukiya
- Kōnan (bouwmarkt)
- Lawson 100 Yen

Kokusaikaikan · Matsugasaki · Kitayama · Kitaōji · Kuramaguchi · Imadegawa · Marutamachi · Karasuma Oike · Shijō · Gojō · Kyoto · Kujō · Jūjō · Kuinabashi · Takeda (>> doorgaande lijnen via de Kintetsu Kyoto-lijn)